# Alexander Liegl
Alexander Liegl (* 21. Februar 1964 in Kirchseeon) ist ein deutscher Kabarettist, Schauspieler und Autor.

## Werdegang
Seine Karriere als Kabarettist begann Liegl 1989 im Landkreis Ebersberg als Mitglied der Gruppo di Valtorta. Unter seiner künstlerischen Leitung gewann das Ensemble mehrere bedeutende Auszeichnungen, darunter das Passauer Scharfrichterbeil (1990), den Salzburger Stier (1993) und den Deutschen Kleinkunstpreis (1995). Liegl wirkte auch als Autor des Ensembles. Seit der Auflösung der Gruppo di Valtorta entwickelte und realisierte Liegl weitere Bühnenprogramme.
2008 präsentierte Liegl zusammen mit Michael Altinger das Programm Platzende Hirsche. Im gleichen Jahr tourte Liegl mit Altinger und dem Programm Tote zählen keine Schafe.
Ab Ende 2009 betreute Liegl den Aufbau eines Schauspielensembles des aus dem Umfeld der Gruppo di Valtorta entstandenen Alten Kino Ebersberg. Unter der Regie von Matthias Kiefersauer brachte die Schauspielergruppe (Sebastian Winkler, Stefan Murr, Katharina Schwägerl und Ferdinand Schmidt-Modrow) zwischen 2010 und 2014 eine Neuinszenierung des Valtorta-Stückes MÖRD! – Keine Gnade für Hans Gummerer auf die Bühne. Die Premiere fand am 20. Februar 2010 statt.
Seit Juli 2023 hat er zusammen mit Michael Altinger den Podcast Rampensäue, frisch geschlachtet!

### Gruppo di Valtorta
- Schnörz mich um, Du Schlippenglunz (1989)
- Niamatzo Blaamsepp! (1991)
- Hirnmitte – Szenen, schöner als der Tod (1992)
- Mörd! (1994)
- Dichtheit und Wartung (1996)
- Oberwasser – Der Tod kennt keine Verwandten. (1997)
- Parole 73 (2000)

### Nach 2000
- Die Tür mit den sieben Schlössern Ein Kultkrimi mit Schlagern aus den 60er Jahren. Frei bearbeitet von Alexander Liegl und Gabi Rothmüller. (2007)
- Platzende Hirsche (2009)
- Tote zählen keine Schafe (2006)

## Film und Fernsehen (Auszüge)
Nach seiner Zeit bei Valtorta entwickelte Liegl unter anderem das Drehbuch für Das große Hobeditzn. Als Darsteller wirkte er seit 1994 in mehreren Filmproduktionen mit. Unter ihnen Wer früher stirbt ist länger tot (2006/2007), Wunderbare Tage (2002/2003), Anatomie (2000), Weihnachtsfieber (1997), Sieben Monde (1996–1998) und Looosers! (1994/1995).
- 1999: Anatomie
- 2000: Café Meineid
- 2001: Tatort – Im freien Fall
- 2002: Die Rückkehr
- 2002: Anatomie 2
- 2002: Wunderbare Tage
- 2005: Es ist ein Elch entsprungen
- 2005: Wer früher stirbt ist länger tot
- 2007: Das große Hobeditzn[10][11]
- 2007: Beste Zeit
- 2008: Beste Gegend
- 2012: Was machen Frauen morgens um halb vier?
- 2013: Wer hat Angst vorm weißen Mann?
- 2016: Der Alte —Folge 400: Tödliche Ideale
- 2017: Falsche Siebziger
- 2018: München Mord: Die ganze Stadt ein Depp
- 2023: München Mord: Der gute Mann vom Herzogpark (Fernsehreihe)
- 2025: München Mord: Nix für Angsthasen (Fernsehreihe)

## Sonstiges
- Gemeinsam mit Gabi Rothmüller, Andreas Giebel, Helmut Schleich und Manfred Kempinger ist Liegl Gründungsmitglied der OCCAMS, der Haustruppe des Münchner Lustspielhauses.
- 1999 Co-Autor für Rotz und Wasser[13]
- 2003 Siegfried – Ein Germanical (Als Darsteller zusammen mit Severin Groebner, Manfred Tauchen und Gabi Rothmüller im Münchner Lustspielhaus)
- 2005 Männer ohne Grenzen Kabarett-Pilot mit Michael Altinger und Andreas Giebel
- 2005 Co-Autor für Helmut Schleichs Mutanfall (Audio-CD)
- 2007 Der verkaufte Großvater Neufassung mit Gabi Rothmüller für das Münchner Tollwood-Festival.[14]
- 2008 Co-Autor für Helmut Schleichs Helmut Schleich – Der allerletzte Held
- 2009 Leo und Luis (Autor, gemeinsam mit Gabi Rothmüller)
- 2010 Drei Werbefilme für die Bayerischen Staatsforste.[15]

Liegl ist Vorsitzender des Alten Kino Ebersberg.

## Kritiken
„[...] Zwei Charaktere [gemeint sind Liegl und Altinger] wie sie unterschiedlicher nicht sein könnten treffen sich hier auf der Bühne und entfachen mit ihrer Improvisationslust und Spielfreude ein Feuerwerk sprachlicher und schauspielerischer Humor-Höhepunkte. Ein Abend, der das Können beider Künstler nicht einfach nur verdoppelt, sondern glatt vervielfacht.“

„[...] Liegls absurd-dadaistisches Kabarett-Stück wurde in seiner ersten Auflage durch die Valtortas ein Dauerbrenner. Die München-Premiere der Neuinszenierung im Oblomow lässt vermuten, dass dies ein weiteres Mal geschehen könnte. [...]„ Das ist kein Theater mehr, das ist Boulevard!“, schreit Murrs Hans an einer Stelle von „Mörd!“ gleich mehrmals. Wenn Boulevard so aussieht wie Liegls Kabarett-Variante, dann kann man ihn gar nicht oft genug wiederholen.“

„[...] Für das kongeniale Drehbuch ist aber nicht nur Matthias Kiefersauer, sondern auch Alexander Liegl (Gruppo die Valtorta, Occams, ...) verantwortlich. Die zwei phantastischen Kindsköpfe hatten offensichtlich einen riesigen Spaß beim Verfassen dieser Lausbubengeschichte, bei der die Lausbuben allerdings größtenteils über 60 sind. [...] Besonders bemerkenswert ist, wie die Vielschichtigkeit der einzelnen Dorfbewohner den ganzen Film bereichert, ohne ihn zu zerstückeln.“

## Auszeichnungen

### Valtorta
- 1989: Tollwood-Förderpreis
- 1990: Passauer Scharfrichterbeil
- 1991: Kleinkunstpreis St. Ingbert
- 1992: Obernburger Mühlstein
- 1993: Salzburger Stier
- 1995: Deutscher Kleinkunstpreis
- 1996: Förderpreis der Stadt München
- 1991, 1993, 1994: AZ-Stern der Woche der Abendzeitung

### Nach 2000
- Deutscher Kabarettpreis – Programmpreis 2007 (mit Michael Altinger)[18][19]